# ガールズケイリンフェスティバル
ガールズケイリンフェスティバルとは、2014年から2024年にかけて行われた、ガールズケイリン（女子競輪）の特別競走である。格付けはFII。

## 概要
2005年から開始したサマーナイトフェスティバルの中で行われるガールズケイリンの企画レースとして、2014年よりサマーナイトフェスティバルと同時に実施されることとなった。
同年のサマーナイトフェスティバルは2日間開催であったため、第1回大会は初日予選・最終日決勝の2日間で行われた。2015年の第2回大会以降はサマーナイトフェスティバルが3日間開催となったことで、ガールズケイリンフェスティバルも初日と2日目が予選・最終日決勝の3日間開催で行われた。また、2016年の第3回大会以降は最終日が海の日に行われた。
事前に運営調整部会により選考された21名が3レースに分かれ2日間予選を行い、最終日にその予選2レースで獲得したポイント上位7名により決勝戦を行った。初日・2日目はともに予選を第1レース〜第3レースに、最終日は決勝戦を第11レースに行った。
ガールズケイリンでは2023年度よりグレード制を導入したが、年間でガールズグランプリ（GP）を頂点としたレース体系を構築した上で、新たに28名以上の女子選手が参加するトーナメント大会である「オールガールズクラシック」、「パールカップ」、「競輪祭女子王座戦」の3つのビッグレースをGIと設定した（各大会の優勝者には同年末のガールズグランプリ出場権を付与）ことで、21名参加の本大会の格付けはFIIのまま据え置かれた。ただ、JKAはこの時点で本大会についても、今後ガールズケイリンのビッグレースを拡大していく中での在り方を再度検討していく、として変更に含みを持たせた。
2025年度より、本大会と女子オールスター競輪（2024年はFII）とを統合し、新たに男子のオールスター競輪とは別個で、女子オールスター競輪を42名参加のGI（ガールズケイリン4つ目のGI）とし、8月にナイターで3日間開催することとなった。これにより、本大会は2024年度の第11回が最終開催となった。

### 賞金
以下は、晩年の決勝戦における各着順の賞金額。（　）内は副賞（1着に授与）を含んだ金額。
| 大会（年）       | 1着                | 2着       | 3着      | 4着      | 5着      | 6着      | 7着      |
| ---------------- | ------------------ | --------- | -------- | -------- | -------- | -------- | -------- |
| 第9回（2022年）  | 281万円（301万円） | 121.4万円 | 79.1万円 | 52.3万円 | 46.2万円 | 40.1万円 | 34.2万円 |
| 第10回（2023年） | 300万円（320万円） | 140.0万円 | 83.0万円 | 55.7万円 | 42.8万円 | 38.9万円 | 37.1万円 |
| 第11回（2024年） | 320万円（340万円） | 145.6万円 | 86.3万円 | 57.9万円 | 44.5万円 | 40.5万円 | 38.6万円 |

## 出場選手選抜方法
ガールズケイリンフェスティバルの出場選手は、選考期間中のガールズケイリンの優勝者が一堂に集結するように選抜される。毎回若干変更・修正されたが、概ね以下の資格順位により正選手21名、補欠選手1名を選抜する。
第4回（2017年）ではリオデジャネイロオリンピック自転車競技トラック種目代表選手が最優先で選考されるとしたが、同オリンピックでは代表選手がいなかったため適用はなかった。
第7回（2020年）と第8回（2021年）はともに東京オリンピック自転車競技トラック種目代表選手が最優先とされ、代表選手の小林優香は第7回には延期になった事もあり出場したものの、第8回ではオリンピックの開幕直前であったため辞退している。
最終開催となった第11回（2024年）の選考方法は、以下の通り。
- 選考期間…前年11月〜当年4月（6か月）、選考…5月、最低出走回数…24出走
  1. ガールズグランプリ2023における1着〜3着[注 4]
  2. パリ五輪自転車競技トラック種目代表選手[注 5]
  3. 選手選考対象期間において2ヶ月以上JCFトラック種目強化指定（A）に所属した者
  4. 運営調整部会が特に認めた選手
  5. GI優勝者
  6. GP・GIを除くガールズケイリン選考レースの優勝者
同年4月に行われたガールズ フレッシュクイーン優勝者（同年は畠山ひすい）も含まれる。
  7. 同上及び単発競走を除くガールズケイリン優勝者
  8. 平均競走得点上位者
- 補欠選手は正選手を除く平均競走得点上位者からさらに順次選抜される。

## 勝ち上がり方式
2015年以降の番組（以下は勝ち上がり組のみを対象に記す）
- 初日

「ガールズ予選1」　合計3レース行われる。
- 2日目

「ガールズ予選2」　合計3レース行われる。
予選2日間のポイントは、下記の表の通り。通常開催と同様、2走目のポイントが高くなっている。
| ポイント       | 1着 | 2着 | 3着 | 4着 | 5着 | 6着 | 7着 | 競走棄権 | 失格および欠場 |
| -------------- | --- | --- | --- | --- | --- | --- | --- | -------- | -------------- |
| 予選1（初日）  | 8   | 7   | 6   | 5   | 4   | 3   | 2   | 1        | 0              |
| 予選2（2日目） | 11  | 9   | 7   | 5   | 4   | 3   | 2   | 1        | 0              |
- 3日目（最終日）

初日と2日目の合計ポイントにより、出走する競走が異なる。
「ガールズ決勝」　予選で獲得したポイント上位7名により行われる。優勝者には優勝インタビューやウイニングランが執り行われる。
「ガールズ選抜」　合計2レースで、ポイント下位14名により行われる。
なお、参考までに、2014年の番組体系も以下に記す。
2014年の番組
- 初日

「ガールズ予選」　合計3レース行われ、着順によって最終日に出走する競走が異なる。
- 2日目（最終日）

「ガールズ決勝」 「ガールズ予選」各レース1〜2着6名と3着のうち平均競走得点上位1名により行われる。優勝者には優勝インタビューやウイニングランが執り行われる。
「ガールズ選抜」　合計2レースで、「ガールズ決勝」進出者以外の14名により行われる。

## レース成績
| 回     | 開催年             | 決勝戦  | 開催場   | 優勝               | 2着               | 3着        | 4着               | 5着        | 6着              | 7着              | レース概要    | 3連単配当    |
| ------ | ------------------ | ------- | -------- | ------------------ | ----------------- | ---------- | ----------------- | ---------- | ---------------- | ---------------- | ------------- | ------------ |
| 第1回  | 2014年（平成26年） | 8月9日  | 松戸     | 小林優香①          | 石井寛子          | 田中まい   | 石井貴子（106期） | 中川諒子   | 加瀬加奈子       | 山原さくら       |               | ⑤⑦⑥ 21,890円 |
| 第2回  | 2015年（平成27年） | 8月23日 | 函館     | 小林優香②          | 小林莉子          | 山原さくら | 梶田舞            | 奥井迪     | 石井寛子         | 加瀬加奈子       |               | ⑤⑥④ 18,500円 |
| 第3回  | 2016年（平成28年） | 7月18日 | 川崎     | 梶田舞①            | 児玉碧衣          | 中川諒子   | 荒牧聖未          | 奥井迪     | 尾崎睦           | 長澤彩           |               | ④①⑦ 09,570円 |
| 第4回  | 2017年（平成29年） | 7月17日 | 伊東温泉 | 小林優香③          | 高木真備          | 荒牧聖未   | 尾崎睦            | 石井寛子   | 梶田舞           | 児玉碧衣         |               | ②①⑤ 09,790円 |
| 第5回  | 2018年（平成30年） | 7月16日 | 松戸     | 石井寛子①          | 梅川風子          | 高木真備   | 児玉碧衣          | 小林莉子   | ＜落滑入＞梶田舞 | ＜失格＞小林優香 | [ 10 ]        | ②⑥③ 81,450円 |
| 第6回  | 2019年（令和元年） | 7月15日 | 別府     | 石井貴子（106期）① | 児玉碧衣          | 梅川風子   | 長澤彩            | 小林莉子   | 大久保花梨       | 細田愛未         | [ 11 ]        | ③②⑦ 04,640円 |
| 第7回  | 2020年（令和2年）  | 7月12日 | いわき平 | 高木真備①          | 石井貴子（106期） | 児玉碧衣   | 梅川風子          | 小林優香   | 小林莉子         | 鈴木美教         | [ 12 ]        | ②③① 05,450円 |
| 第8回  | 2021年（令和3年）  | 7月18日 | 函館     | 石井寛子②          | 小林莉子          | 佐藤水菜   | 高木真備          | 鈴木奈央   | 尾方真生         | ＜落再＞梅川風子 | [ 13 ] [ 14 ] | ③⑤① 23,180円 |
| 第9回  | 2022年（令和4年）  | 7月18日 | 玉野     | 佐藤水菜①          | 鈴木美教          | 山原さくら | 児玉碧衣          | 尾方真生   | 吉川美穂         | 太田りゆ         | [ 15 ]        | ③⑤② 14,190円 |
| 第10回 | 2023年（令和5年）  | 7月17日 | 函館     | 久米詩①            | 吉川美穂          | 石井寛子   | 児玉碧衣          | 野口諭実可 | 山原さくら       | 小林莉子         | [ 5 ]         | ⑥④③ 47,600円 |
| 第11回 | 2024年（令和6年）  | 7月15日 | 松戸     | 尾方真生①          | 小林優香          | 當銘直美   | 坂口楓華          | 児玉碧衣   | 中野咲           | 山原さくら       | [ 7 ]         | ⑥⑦⑤ 33,280円 |

【注釈】優勝者名横の丸数字は優勝回数　＜落再＞＝落車再入、＜落滑入＞＝落車、かつ滑りこみで入線

## エピソード
- 予選も含めて全て1着の完全優勝は、小林優香（第1回※2日間開催、第2回、第4回）と高木真備（第7回）と佐藤水菜（第9回）。

- 第10回・第11回では、ナショナルチーム所属で出場資格を満たす全選手（佐藤水菜、梅川風子、太田りゆ）が、6月のパールカップ[16]に続きナショナルチームとしての活動を優先するため本大会への出場を取りやめた。そのため、いずれも国内組のみの戦いとなった。

- 第10回では、決勝戦で発走直後に野口諭実可が児玉碧衣の後輪と接触し落車したことで発走がやり直しとなり、野口の身体、車体及び接触した児玉の車体の確認、後輪交換が完了したのちレースは10分遅れで発走した[17][18][5][注 6]。